# (6518) Vernon
(6518) Vernon es un asteroide perteneciente al cinturón de asteroides, región del sistema solar que se encuentra entre las órbitas de Marte y Júpiter.
Fue descubierto el 23 de marzo de 1990 por Eleanor F. Helin  desde el Observatorio Palomar.

## Designación y nombre
Designado provisionalmente como 1990 FR, fue llamado así en honor a Robert y Esther Vernon, viejos amigos y, durante más de 35 años, vecinos de la descubridora y sus padres, Fred y Kay Francis. Sus sabios consejos, consejos y consuelo a lo largo de los años han sido una fuente de consuelo y fuerza renovada. Bob, ahora "retirado", viaja por el mundo desde Eslovaquia hasta Mongolia, compartiendo su gran experiencia y conocimientos con las democracias emergentes.

## Características orbitales
Vernon está situado a una distancia media del Sol de 2,587 ua, pudiendo alejarse hasta 3,381 ua y acercarse hasta 1,793 ua. Su excentricidad es 0,307 y la inclinación orbital 13,749 grados. Emplea 1519,67 días en completar una órbita alrededor del Sol.

## Características físicas
La magnitud absoluta de Vernon es 13,44. Tiene 12,719 km de diámetro y su albedo se estima en 0,054.